# Robin Gibb
Robin Hugh Gibb, CBE (22 tháng 12 năm 1949 – 20 tháng 5 năm 2012) là một ca sĩ, nhạc sĩ, người sáng tác và sản xuất âm nhạc người Anh.
Robin Gibb sinh ra tại đảo Man, lớn lên ở vùng Manchester, nước Anh và sau đó di cư sang Redcliffe, ngoại ô Brisbane, Úc để sinh sống. Tại Úc, Robin Gibb đã cùng với hai anh em của mình (Barry và Maurice) thành lập ban nhạc Bee Gees và hát những bài hát do ba anh em cùng sáng tác. Sau khi thành công tại Úc, ban nhạc quay trở lại Anh và trở nên nổi tiếng bởi các sáng tác đa phong cách pop, rock, soft rock trong thập kỷ 60 và vào thập kỷ 70 thì đạt tới đỉnh cao với các phong cách nhạc disco và funk.
Sau khi Bee Gees dừng hoạt động, Robin Gibb tiếp tục sự nghiệp ca hát và sáng tác âm nhạc của mình.
Trong các anh em nhà Bee Gees, người anh em song sinh Maurice Gibb đã mất năm 2003, và một người em khác sinh năm 1958, Andy Gibb, đã mất năm 1988. Tính đến 2014, chỉ còn anh cả Barry Gibb còn sống.
Là một ca sĩ tài năng nhưng ông gặp nhiều vấn đề về sức khỏe của bản thân, do thể chất ốm yếu, ông đau ốm triền miên. Đến năm 2012, ông bị hôn mê vì viêm phổi, phải nhập viện và qua đời.